# Campeonato Europeo de Judo de 1965
El XIII Campeonato Europeo de Judo se celebró en Madrid (España) entre el 23 y el 24 de mayo de 1965 bajo la organización de la Unión Europea de Judo (EJU) y la Real Federación Española de Judo.

## Medallistas

### Masculinoamateur
| Evento            | Oro                       | Plata                       | Bronce                                                   |
| ----------------- | ------------------------- | --------------------------- | -------------------------------------------------------- |
| –63 kg            | Oleg Stepanov URSS        | Alexei Iliushin URSS        | Serge Feist · Francia · Karl Reisinger · Austria         |
| –70 kg            | André Bourreau Francia    | Günter Wiesner RDA          | Joachim Schröder · RDA · Manfred Penz · Austria          |
| –80 kg            | Wolfgang Hofmann RFA      | Lionel Grossain Francia     | Otto Smirat RDA Anatoli Bondarenko URSS                  |
| –93 kg            | Anzor Kibrotsashvili URSS | Yves Reymond Francia        | Jan Snijders · Países Bajos · Jacques Le Berre · Francia |
| +93 kg            | Herbert Niemann RDA       | Parnaoz Chikviladze URSS    | Willem Ruska · Países Bajos · Horst Lieder · RFA         |
| Categoría abierta | Anzor Kiknadze URSS       | Willem Ruska · Países Bajos | Jean-Pierre Dessailly Francia Vladimir Saunin URSS       |

### Masculino profesional
| Evento            | Oro                            | Plata                          | Bronce                                                        |
| ----------------- | ------------------------------ | ------------------------------ | ------------------------------------------------------------- |
| –63 kg            | Alexei Iliushin URSS           | Serguei Suslin URSS            | Kazimierz Jaremczak · Polonia · Anton Linskens · Países Bajos |
| –70 kg            | Vladimir Kuspish URSS          | Brian Jacks Reino Unido        | Salvador Álvarez España Michal Vachun Checoslovaquia          |
| –80 kg            | Martin Poglajen · Países Bajos | Patrick Clement Francia        | Ray Ross Reino Unido Gérard Buc Francia                       |
| –93 kg            | Anatoli Yudin URSS             | Joop Gouweleeuw · Países Bajos | Anthony Sweeney Reino Unido Karl Nitz RDA                     |
| +93 kg            | Parnaoz Chikviladze URSS       | Günther Monczyk RFA            | Alphonse Lemoine · Francia · Anton Geesink · Países Bajos     |
| Categoría abierta | Alfred Meier RFA               | Sydney Hoare Reino Unido       | Anton Geesink · Países Bajos · Jacques Noris · Francia        |

## Medallero
| Núm. | País           | Oro | Plata | Bronce | Total |
| ---- | -------------- | --- | ----- | ------ | ----- |
| 1    | URSS           | 7   | 3     | 2      | 12    |
| 2    | RFA            | 2   | 1     | 1      | 4     |
| 3    | Francia        | 1   | 3     | 6      | 10    |
| 4    | Países Bajos   | 1   | 2     | 5      | 8     |
| 5    | RDA            | 1   | 1     | 3      | 5     |
| 6    | Reino Unido    | 0   | 2     | 2      | 4     |
| 7    | Austria        | 0   | 0     | 2      | 2     |
| 8    | Checoslovaquia | 0   | 0     | 1      | 1     |
| 8    | España         | 0   | 0     | 1      | 1     |
| 8    | Polonia        | 0   | 0     | 1      | 1     |
|      | TOTAL          | 12  | 12    | 24     | 48    |